# Anna Žofie Reventlow
Anna Žofie Reventlow (dánsky: Anna Sophie Reventlow) (16. dubna 1693, Clausholm – 7. ledna 1743 tamtéž), milenka a posléze manželka dánského krále Frederika IV.

## Biografie
Narodila se jako nejmladší dcera z pěti dětí hraběte Conrada von Reveltlow, v letech 1699–1708) vlivného kancléře Frederika IV., a jeho druhé ženy Sophie Amalie Hahn.

## Velká láska

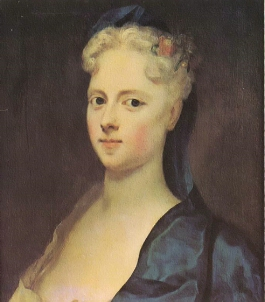
Anna Žofie Reventlow na portrétu z mládí

Anna Žofie poznala o 22 let staršího krále na maškarním plese na zámku v Koldingu, kde pobýval dánský dvůr během epidemie dýmějového moru v roce 1711. V roce 1712 ji král odvezl z Clausholmu, kde žila, do Kodaně a 26. června se s ní v Skanderborgu tajně oženil, ještě za života své zákonité manželky Luisy Meklenburské (za dobu trvání tohoto oficiálního svazku se král bigamie dopustil dvakrát, Anna Žofie byla jeho druhou bigamickou manželkou po Elisabeth Helene von Vieregg, s níž se oženil v roce 1703 a jež zemřela při porodu již následující rok). Manželství tedy bylo zpočátku morganatické a oficiálním, právoplatným se stalo 4. dubna 1721, necelé tři týdny po smrti Luisy Meklenburské (15. března), kdy se s Frederik s Annou Žofií oženil znovu, oficiálně. Krátce potom byla v kapli zámku Frederiksborg korunována a stala se tak první dánskou královnou, jež nepocházela z panovnického rodu (její rodina patřila ke šlechtě s dánsko-německými kořeny). Zatímco její nevlastní dcera Šarlota Amálie se k ní chovala vlídně, další členové rodiny krále (korunní princ Kristián a královi sourozenci princ Karel a princezna Žofie Hedvika) opustili dvůr projevujíce tak svůj odpor ke královně i k reventlowské bandě, jak byly nazývány osoby z příbuzenstva nové královny, jež nyní získaly exponované pozice u dvora i ve státní správě (např. její sestra Kristina Žofie Holstein byla nazývaná Madam kancléř pro svůj vliv na státní záležitosti). Anna Žofie byla obviňována z nepotismu, nelze však říci, zda ona sama měla nějaký politický vliv, či zda to byla cesta, jak upevnit svou pozici. Její doporučení bylo důležité pro každého, kdo něco žádal od krále. Poskytovala dary vdovám a chudým a byla chudými vrstvami nazývána ochránkyní, není však známo, zda byla u veřejnosti populární či naopak.
Královo manželství vyvolalo v celém Dánsku i za hranicemi obrovský skandál, jednak pro původní nelegálnost tohoto svazku, jednak proto, že Anna Žofie nepocházela z panovnického rodu, což v tehdejší Evropě byla neslýchaná věc. Pro krále byla Anna Žofie nesporně životní láskou. Zřejmě pod vlivem atmosféry, která panovala od počátku kolem jejich svazku, se z Anny Žofie stala nervózní osoba s hypochondrickými sklony. V posledních letech svého života ji mučily duševní neklid a deprese, způsobené patrně přesvědčením o hříšné povaze jejího svazku uzavřeného ještě za života královny Luisy.

## Potomci
- Kristina Amálie (1723–1724)
- Frederik Kristián (1726–1727)
- Karel (1728–1729)

## Vyhnání
Smrt krále byla pro Annu Žofii velkým otřesem a neštěstím a znamenala naprostý zlom v jejím životě. Ve svém testamentu sice král zajistil její budoucnost, připsav jí řadu majetků a nemovitostí a uděliv jí titul vévodkyně šlesvické. Tento testament podepsal i jeho syn Kristián VI., po smrti Frederika IV. (12. října 1730) se však rozhodl pomstít se své maceše, již nenáviděl stejně silně, jako miloval svou matku, tak hluboce pokořenou a trpící svazkem Anny Žofie s králem. Zkonfiskoval většinu majetků, které obdržela od otce, a vyhnal ji z Kodaně, zakázav jí napříště návrat do hlavního města; rozhodl rovněž, že její titul bude znít královna Anna Žofie, nikoli – jak je v takových případech obvyklé – královna Anna Žofie Dánská a Norská nebo královna vdova.
Poslední léta svého života strávila nešťastná královna ve svém rodném zámku v Clausholmu na Jutském poloostrově, se skrovnou rentou, strádajíc psychicky i tělesně – trpěla malárií, která tehdy byla v Dánsku rozšířena, a byla přesvědčena, že smrt všech jejích dětí (odhaduje se, že jich bylo osm nebo deset) byla trestem nebes za její hříšný svazek s králem.
Královna Anna Žofie zemřela 7. ledna roku 1743, třináct let po svém manželovi. Král připustil vyhlášení veřejného smutku a dovolil, aby byla pochována v katedrále v Roskilde, místě posledního odpočinku dánské královské rodiny, ale daleko od hrobu svého manžela v oddělené kapli; na hrobě není nápis, jenž by informoval o tom, že byla ženou Frederika IV.

## Galerie

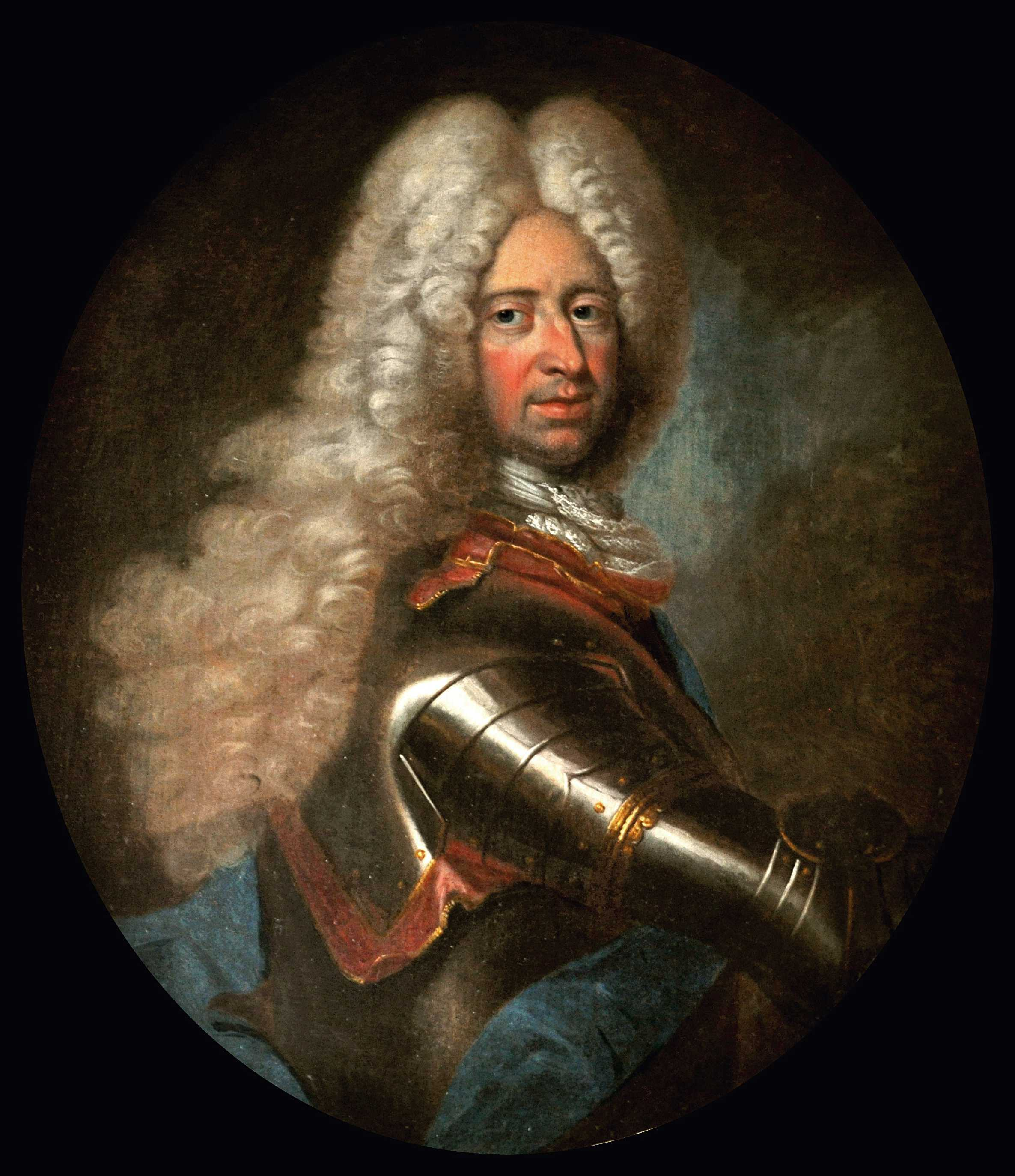
Otec Anny Žofie Reventlow, hrabě Conrad von Reventlow
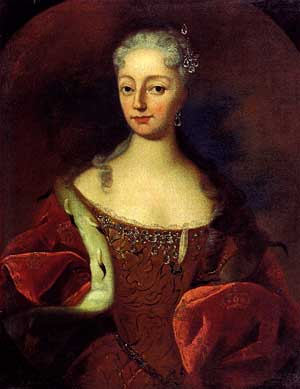
Anna Žofie Reventlow. Portrét uložený ve Frederikborg museum
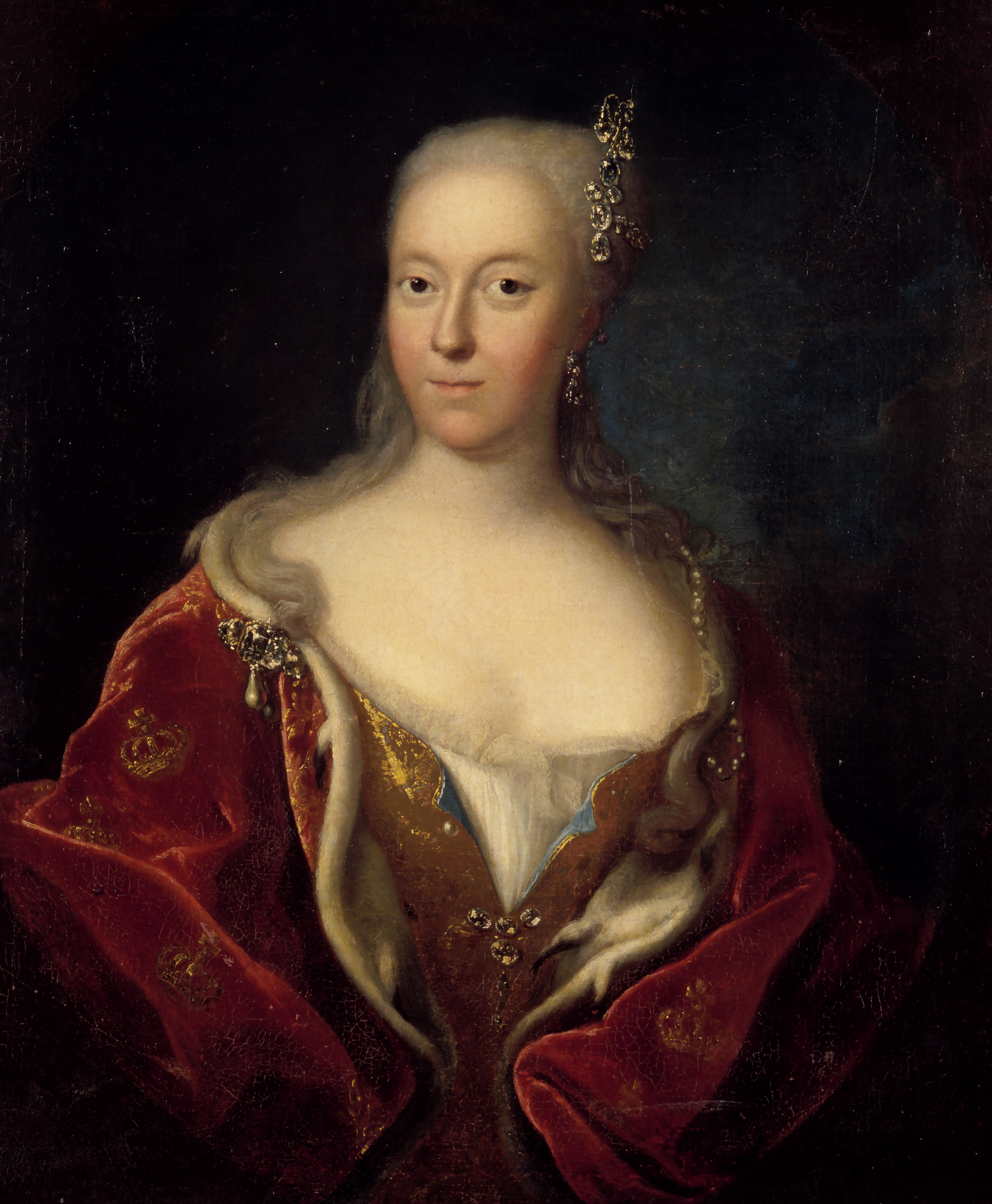
Anna Žofie Reventlow na portrétu Johanna Salomona Wahla z roku 1721
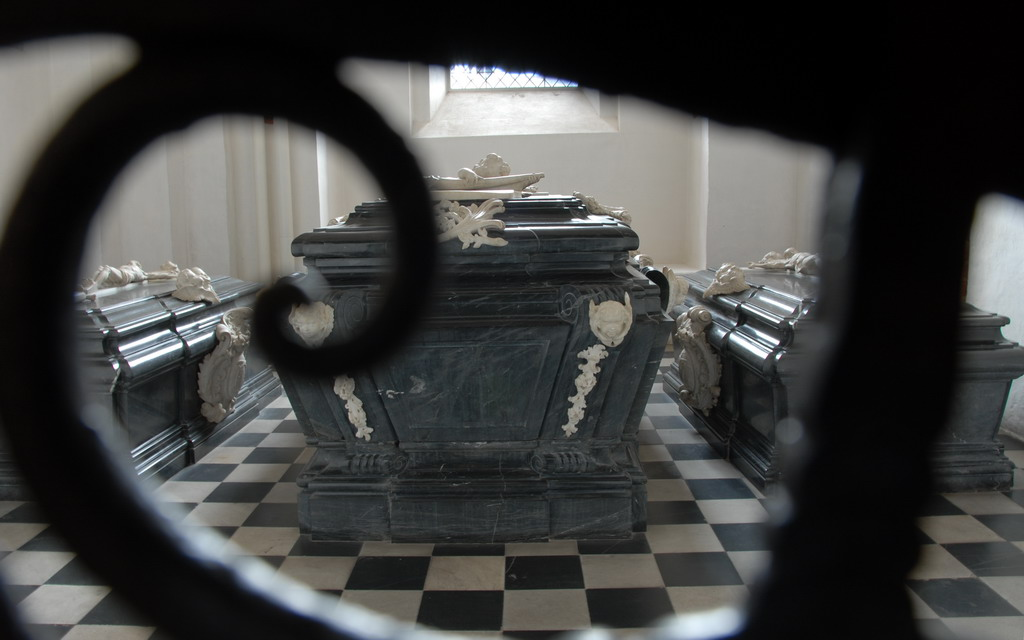
Tumba Anny Žofie Reventlow v boční kapli katedrály v Roskilde